# 조사하는 마음
조사하는 마음(팔리어: santīraṇacitta, santīraṇa 산띠-라나 찟따, 영어: investigating consciousness)은 특히 상좌부의 교학과 아비담마에서 사용하는 용어로, 과거에 쌓은 업의 결과로서, 감각적 대상을 만났을 때의 인식과정의 한 단계에서 그 감각적 대상을 조사하는 작용을 하는 '의식 즉 제6의식의 한 유형으로서의 마음'이며, 구체적으로는 다음의 총 3가지의 마음을 말한다.
- 해로운 과보의 마음에 속한  '평온이 함께한 조사하는 마음'
- 원인 없는 유익한 과보의 마음에 속한 '기쁨이 함께한 조사하는 마음'
- 원인 없는 유익한 과보의 마음에 속한 '평온이 함께한 조사하는 마음'

과거에 쌓은 업이 불선업(해로운 업)인 경우 과보로서 마음에 들지 않는 감각적 대상 즉 괴로운 감각적 대상 또는 슬픈(우울한) 감각적 대상과 만나게 되는데 이 경우에 위 세 마음 중 첫 번째 것이 인식과정 중에 일어난다. 과거에 쌓은 업이 매우 뛰어난 선업(매우 유익한 업)인 경우 과보로서 매우 마음에 드는 감각적 대상 즉 매우 즐거운 감각적 대상 또는 매우 기쁜 감각적 대상과 만나게 되는데  이 경우에 위 세 마음 중 두 번째 것이 인식과정 중에 일어난다. 과거에 쌓은 업이 선업(유익한 업)인 경우 과보로서 마음에 드는 감각적 대상 즉 즐거운 감각적 대상 또는 기쁜 감각적 대상과 만나게 되는데  이 경우에 위 세 마음 중 세 번째 것이 인식과정 중에 일어난다.
조사하는 마음은 다음의 분류 또는 체계에 속한다.
- 욕계 마음 一 54가지
      - 해로운 마음 一 12가지 一 누적 12가지
  - 원인 없는 마음 一 18가지 一 누적 30가지
                     - 해로운 과보의 마음 一 7가지
                                    1. 평온이 함께한 안식
      2. 평온이 함께한 이식
      3. 평온이 함께한 비식
      4. 평온이 함께한 설식
      5. 고통이 함께한 신식
      6. 평온이 함께한 받아들이는 마음
      7. 평온이 함께한 조사하는 마음

    - 원인 없는 유익한 과보의 마음 一 8가지
                                    1. 평온이 함께한 안식
      2. 평온이 함께한 이식
      3. 평온이 함께한 비식
      4. 평온이 함께한 설식
      5. 즐거움이 함께한 신식
      6. 평온이 함께한 받아들이는 마음
      7. 기쁨이 함께한 조사하는 마음
      8. 평온이 함께한 조사하는 마음

    - 원인 없는 작용만 하는 마음 一 3가지

  - 욕계 아름다운 마음 一 24가지 一 누적 54가지